# Sillerpeton
Sillerpeton — вимерлий рід тетраподоморфних аїстоподів родини Phlegethontiidae. Він містить один вид, Sillerpeton permianum, який заснований на мозкових оболонках і хребцях з ранньопермського району Річардс Спур в Оклахомі.